# Veit Hanns Schnorr von Carolsfeld
Veit Hanns Friedrich Schnorr von Carolsfeld, né le 11 mai 1764 à Schneeberg et mort le 30 avril 1841 à Leipzig, est un peintre et graveur saxon.

## Biographie
Sa famille est originaire de Suède ou d'Islande. Schnorr étudie le droit à Leipzig à partir de 1784, puis suit des études artistiques en 1788. Il se rend à Königsberg et à la fin de 1789 à Magdebourg, avant de revenir à Leipzig en 1790 et d'étudier avec Adam Friedrich Oeser. Il réalise des peintures, illustre les œuvres de Wieland et Klopstock pour l'éditeur Göschen et est peintre de théâtre.
Il appartient au cercle d'amis du poète Johann Gottfried Seume et l'accompagne lors de son voyage à Syracuse en 1801, mais se sépare de lui à Vienne. Il revient à Leipzig via Vienne, Paris et Strasbourg en 1802.

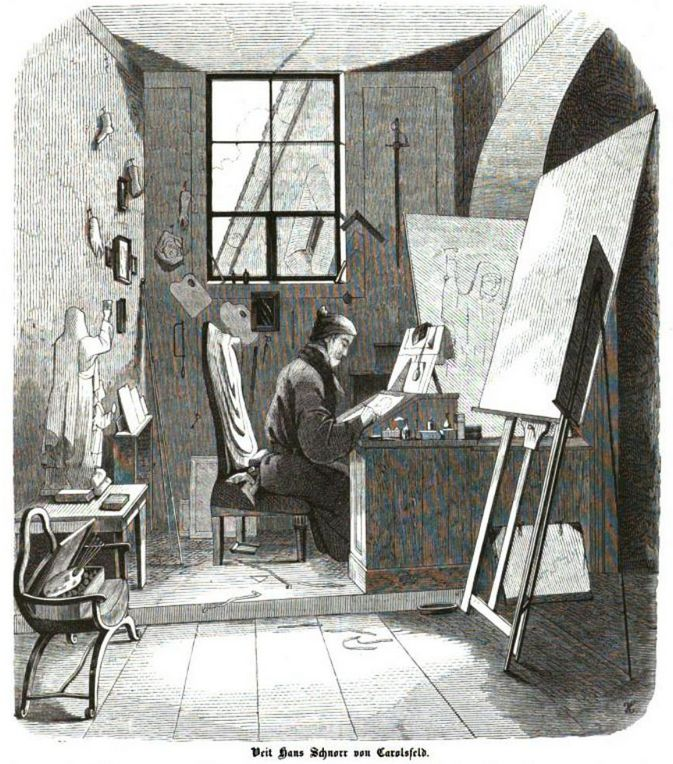
L'artiste à la  Leipziger Kunstakademie.
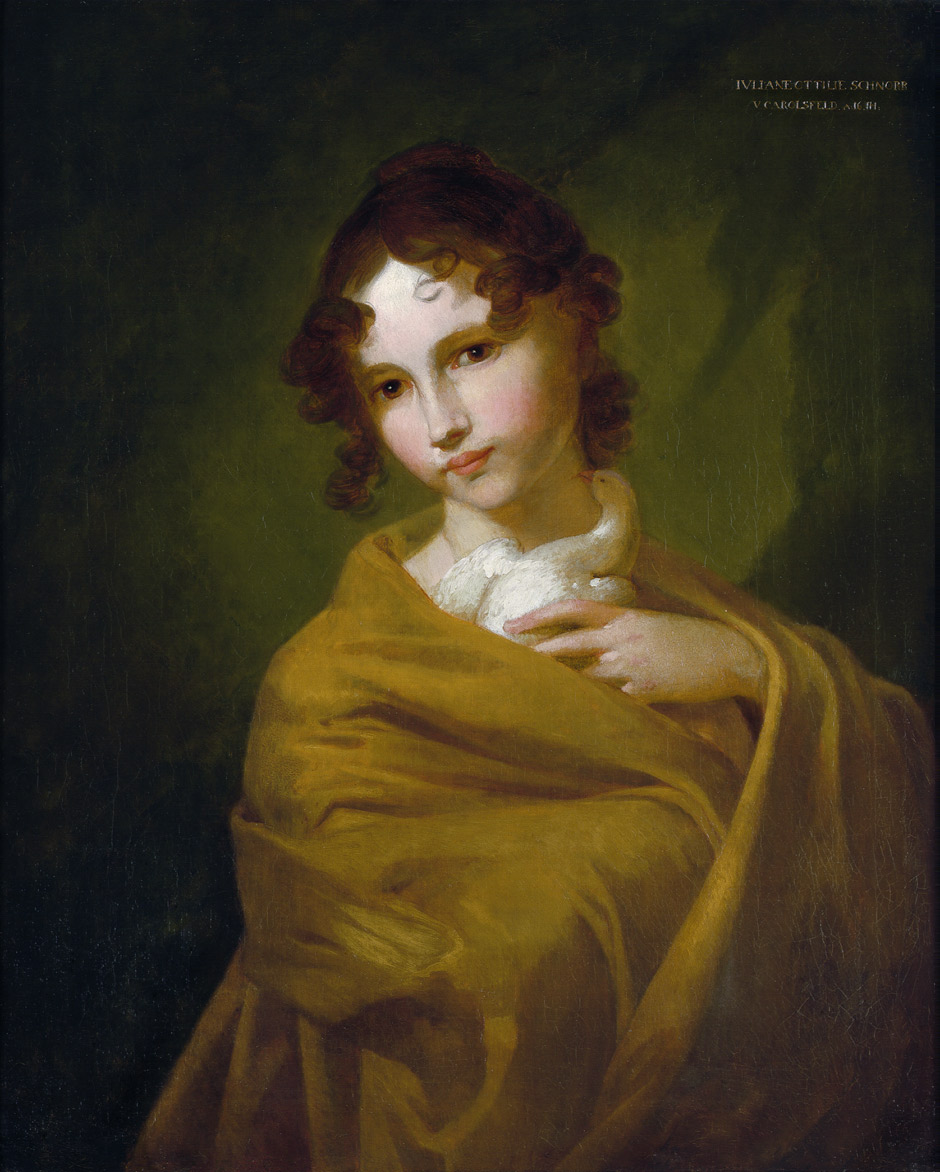
Juliane Ottilie, fille de l'artiste, vers 1808.

En 1803, il devient professeur adjoint à l'Académie des Arts de Leipzig. Après la mort de Johann Friedrich August Tischbein, il est directeur de l'Académie de Leipzig en 1816 et occupe ce poste jusqu'à sa mort en 1841.
Il réalise, entre autres portraits de Seume, celui de Kant (dessin, Dresdner Kupferstichkabinett) et de Friedrich Rochlitz. Il illustre aussi de la poésie de son époque. Nombre de ses gravures sont conservées, ainsi que des modèles de sculptures. Il a également écrit sur l'éducation artistique. Il est enterré à l'ancien cimetière Saint-Jean de Leipzig et sa tombe a disparu.

## Famille
Deux fils de Schnorr, de son premier mariage, sont également devenus peintres :
- Julius Schnorr von Carolsfeld
- Ludwig Ferdinand Schnorr von Carolsfeld

Sa fille Ottilie (1792–1879), issue de son premier mariage avec la fille du marchand de Leipzig, Juliane Lange (1766–1815), épousa le pédagogue réformiste Karl Justus Blochmann (de).